# Châteaubourg (Ille-et-Vilaine)
Châteaubourg település Franciaországban, Ille-et-Vilaine megyében. Lakosainak száma 7523 fő (2022. január 1.). Châteaubourg La Bouëxière, Domagné, Marpiré, Saint-Didier, Saint-Jean-sur-Vilaine és Servon-sur-Vilaine községekkel határos.

## Népesség
A település népességének változása:
| Lakosok száma | 1880 | 3526 | 4056 | 5535 | 6513 | 6917 | 7064 | 7336 | 7516 | 7523 |
|               | 1968 | 1982 | 1990 | 2006 | 2013 | 2015 | 2017 | 2019 | 2020 | 2022 |